# Wiesbaden Casino

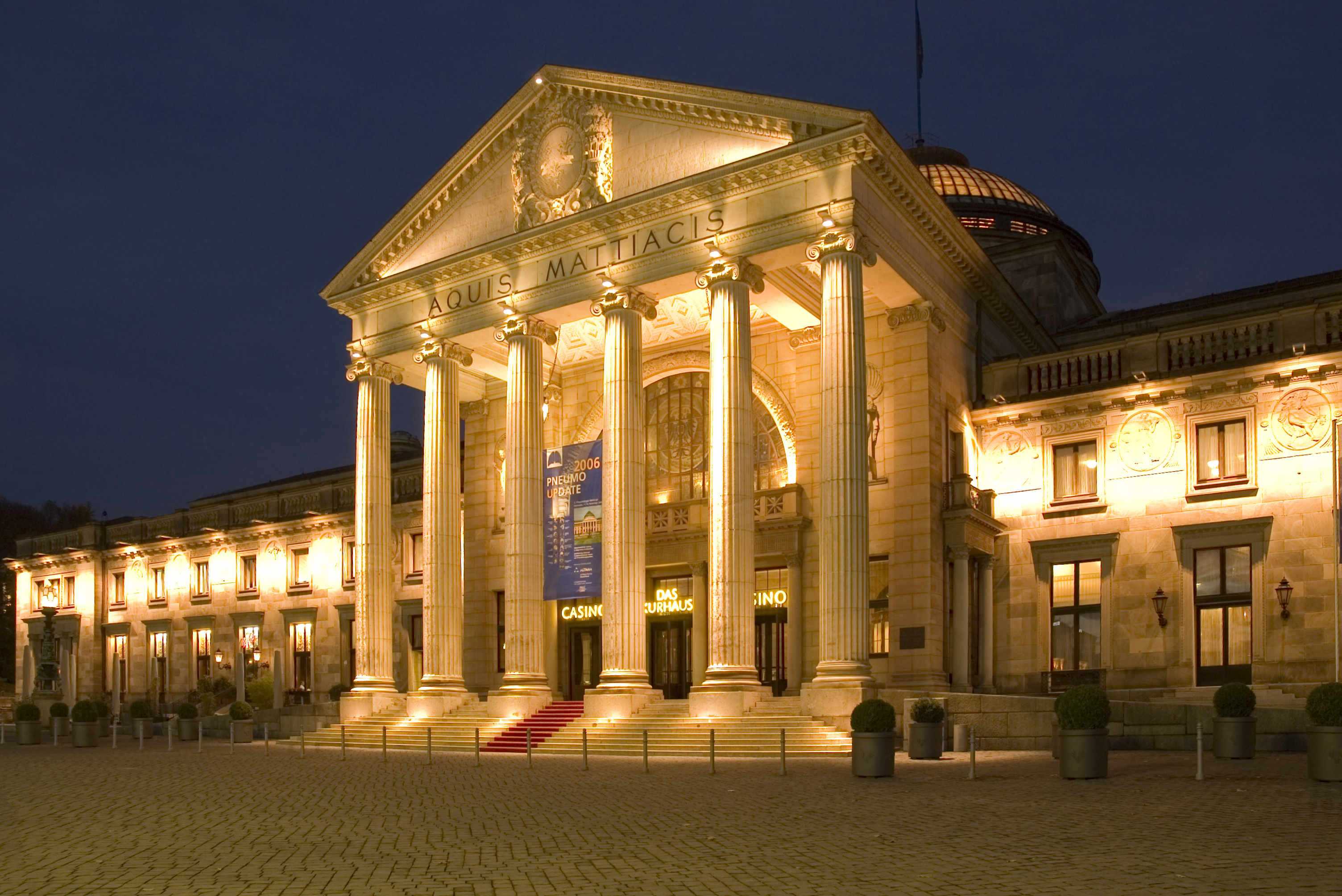
Het Kurhaus waarbij het Casino is.

Het Wiesbaden Casino is een goketablissement te Wiesbaden. Het gebouw bevindt zich in het Kurhaus dat was ontworpen door architect Friedrich von Thiersch in neoklassieke stijl.